# Grammodes quaesita
Grammodes quaesita är en fjärilsart som beskrevs av Swinhoe 1901. Grammodes quaesita ingår i släktet Grammodes och familjen nattflyn. Inga underarter finns listade i Catalogue of Life.